# Recey-sur-Ource
Recey-sur-Ource [ʁəsɛ syʁ uʁs] ist ein Dorf und eine Gemeinde mit 338 Einwohnern (Stand 1. Januar 2022) im französischen Département Côte-d’Or in der Region Bourgogne-Franche-Comté. Die Gemeinde gehört zum Arrondissement Montbard und zum Kanton Châtillon-sur-Seine.

## Geographie
Recey-sur-Ource liegt rund 50 Kilometer nördlich von Dijon am Oberlauf des Flusses Ource, in den im Gemeindegebiet von links die Zuflüsse Arce und Groème einmünden. Nachbargemeinden sind Faverolles-lès-Lucey im Norden, Chambain im Nordosten, Menesble im Osten, Bure-les-Templiers im Südosten, Terrefondrée im Süden, Montmoyen im Südwesten, Essarois im Westen und Leuglay im Nordwesten.

## Bevölkerungsentwicklung

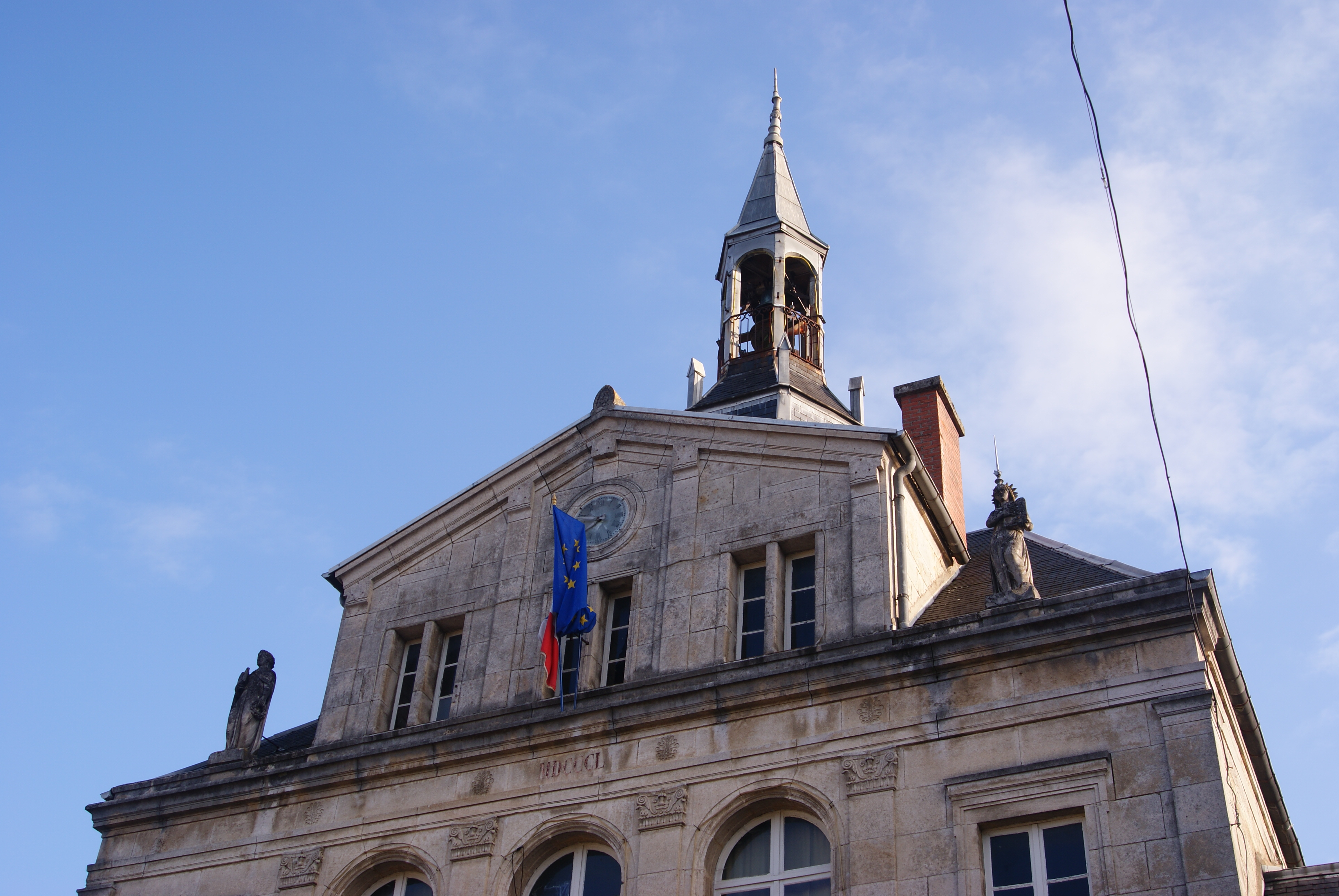
Mairie (Rathaus)

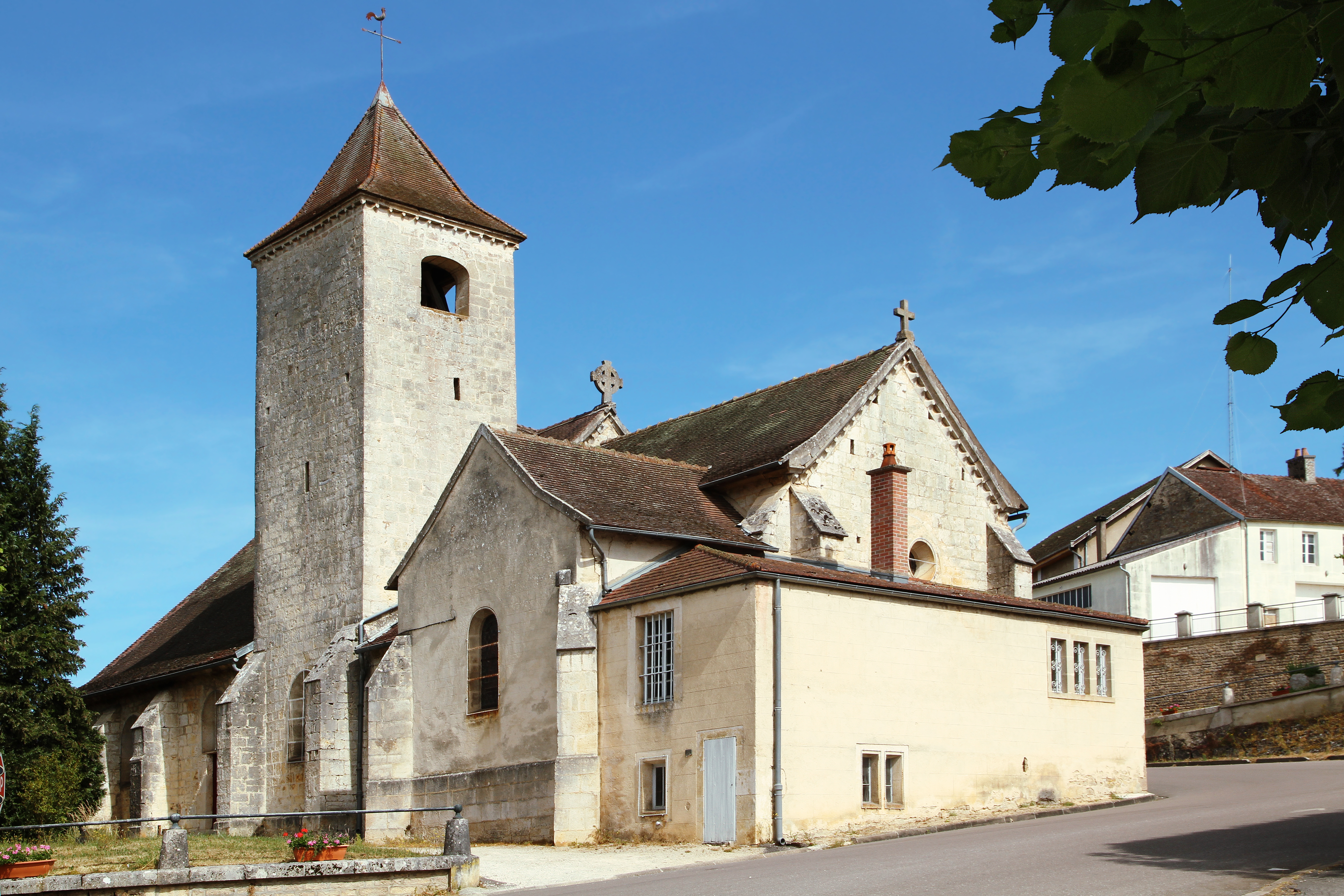
Kirche Saint-Rémy

| Jahr                       | 1962 | 1968 | 1975 | 1982 | 1990 | 1999 | 2007 | 2016 |
| Einwohner                  | 663  | 662  | 542  | 498  | 461  | 431  | 394  | 366  |
| Quellen: Cassini und INSEE |      |      |      |      |      |      |      |      |

## Gemeindepartnerschaften
- Nieder-Olm in Rheinhessen, Deutschland
- Silenrieux, Belgien